# Bahnhof Istanbul Haydarpaşa

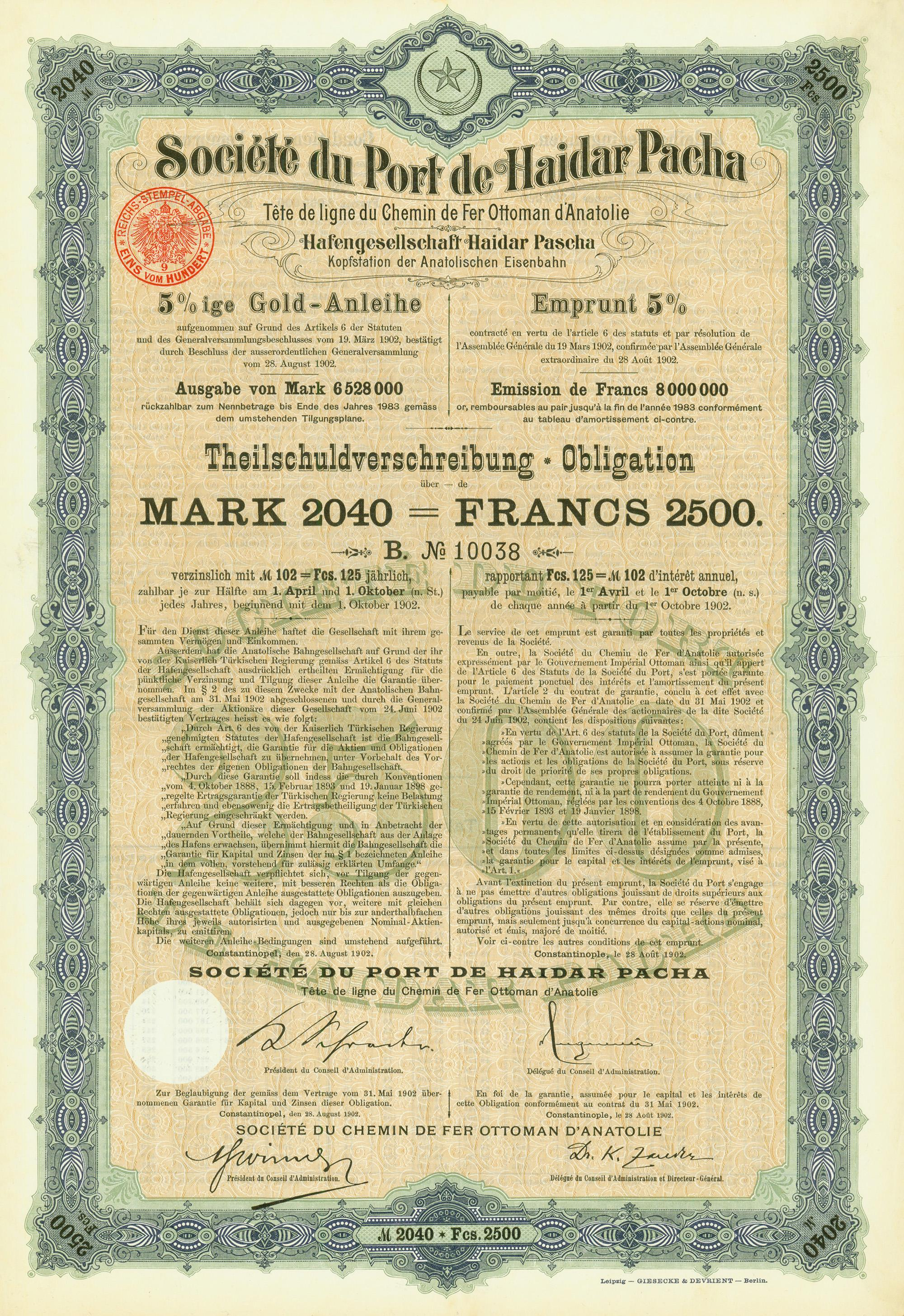
Zweisprachige Obligation der Soc. du Port de Haidar Pacha von 1902

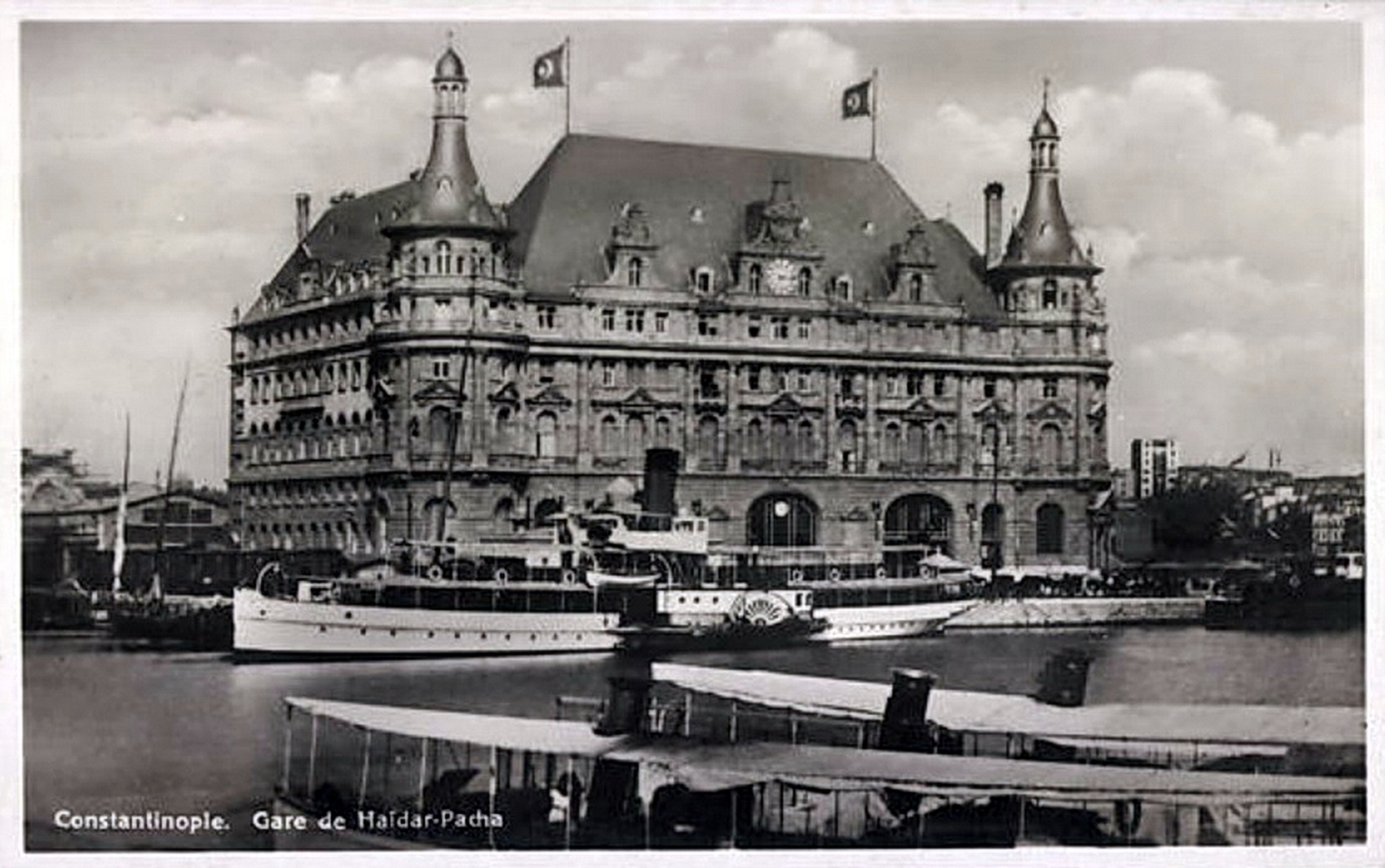
Zeitgenössische Postkarte des Bahnhofs Haydarpaşa um 1914

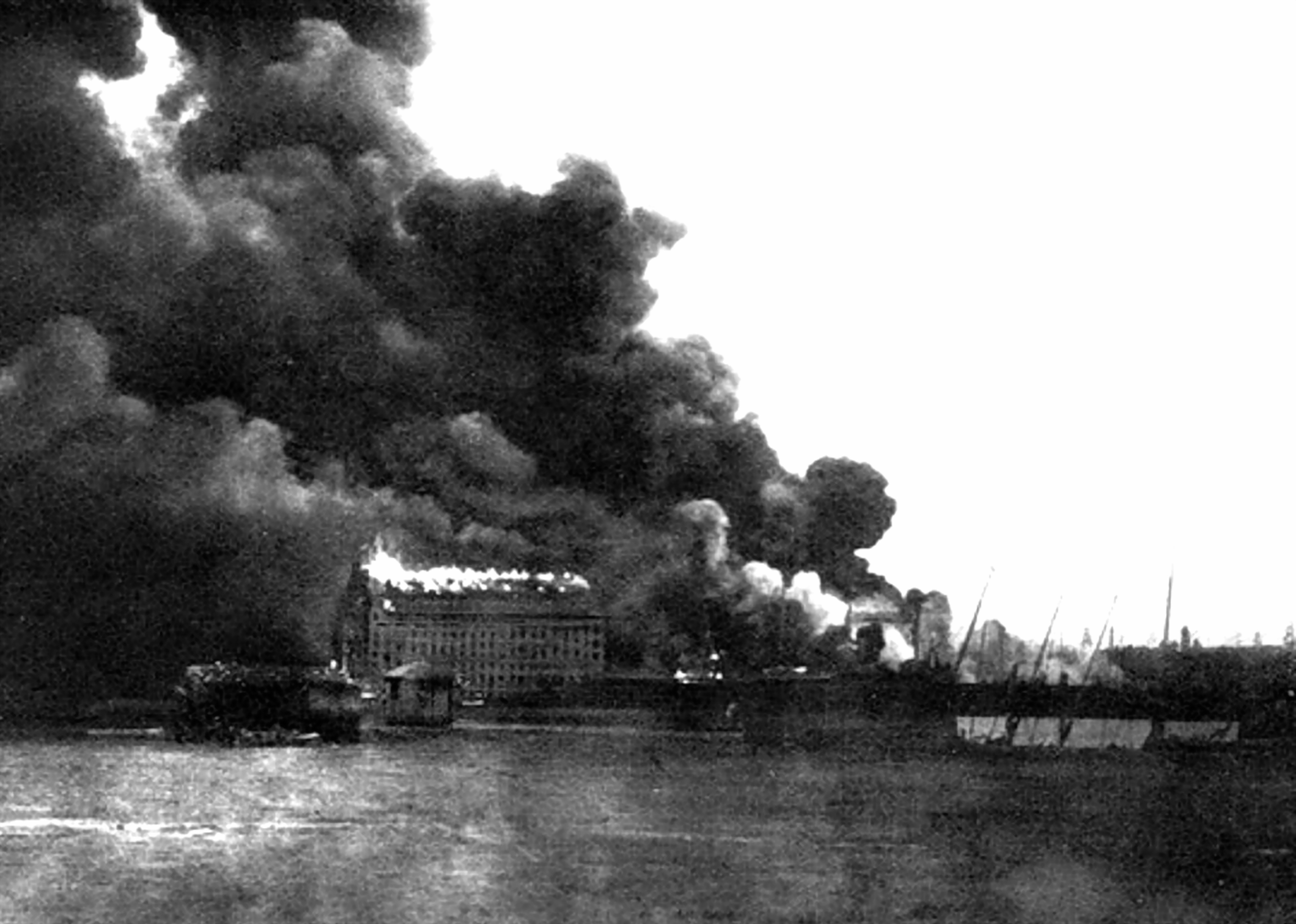
Brand des Bahnhofs Haydarpaşa nach der Explosion des benachbarten Munitionslagers, 1917

Der Bahnhof Istanbul Haydarpaşa oder Istanbul Haydarpascha, auch kurz Haydarpaşa genannt, war der Hauptbahnhof Istanbuls für die asiatischen, östlichen Strecken. Er wurde 2014 im Rahmen des Bauprojektes für den Marmaray-Tunnel geschlossen.

## Geografische Lage
Der ehemalige Kopfbahnhof liegt auf der asiatischen Seite des Bosporus, innerhalb des Hafengeländes Haydarpaşa. Nördlich des Personenbahnhofes befindet sich der kombinierte Güter- und Hafenbahnhof. Der Bahnhof Haydarpaşa war eine Zwischenstation der Bosporusfähren Eminönü–Kadıköy und Karaköy-Kadıköy.

## Geschichte
„1871 entschloss sich die osmanische Regierung [während des Sultanats von Abdülaziz] für den Bau einer Bahnlinie vom asiatischen Teil Istanbuls nach İzmit und wählte dafür den Stadtteil Haydarpaşa als Standort zwischen den Stadtteilen Üsküdar und Kadiköy aus. Das erste Bahnhofsgebäude, ein einfacher Kopfbahnhof aus Holz, fiel dem Erdbeben vom 10. Juli 1894 zum Opfer und wurde 1896 durch Neubauten auf selbem Grundriss ersetzt.“
1888 übernahm die Anatolische Eisenbahngesellschaft die Strecke und den direkt am südöstlichen Ende des Bosporus gelegenen Bahnhof. Güterzüge konnten dort entladen und die Güter direkt auf Schiffe verladen werden. Ab 1890 ging täglich ein Zug von Haydarpaşa nach İzmit. 1892 wurde durch die Eisenbahngesellschaft eine Strecke nach Ankara verlegt, und kurz darauf begann ein täglicher Zugverkehr zwischen den beiden Städten.
Nachdem im Jahr 1900 mit dem Hafenbau begonnen und 1902 vertragliche Vorbereitungen getroffen worden waren, folgte die Aktienausgabe. Zwei Jahre später wurde Haydarpaşa als nördlicher Endpunkt der Bagdad- und der Hedschasbahn ausgewählt. Mit dem zunehmenden Schienenverkehr wurde ein größerer Bahnhof benötigt. Mit dem Bau des neuen Empfangsgebäudes der Anatolischen Eisenbahn (gleichzeitig auch Sitz der Bahnverwaltung) auf dem Hafengelände begann man Ende 1905 nach den Plänen der deutschen Architekten Otto Ritter von Kühlmann und Hellmuth Cuno. Kaiser Wilhelm II. hatte deutsche Unternehmen wie Philipp Holzmann, Krupp und als Finanzier die Deutsche Bank für das Projekt verpflichtet. Sowohl architektonisch als auch historisch ist es eines der wichtigsten Bauwerke vor allem des Eisenbahnverkehrs. Von hier beginnen die Bahnlinien nach Anatolien: Ankara, Eskişehir, Afyon, Konya, Karaman, Adana, Osmaniye bis nach Gaziantep in Südostanatolien und grenzüberschreitend bis in den Iran, Irak und nach Syrien. Das Gebäude ist Ausdruck der deutschen neoklassizistischen Architektur und ist in seinem Erscheinungsbild mehr Schloss als Bahnhof. Eine dreiflügelige Anlage mit runden Ecktürmen, die zusammen einen U-förmigen Bau bilden ist im Inneren mit prachtvollem Marmor und Sandsteinreliefs ausgeschmückt. Lange Gänge münden in große Säle mit hohen Decken. Die Eingangshalle des Bahnhofs ist verziert mit Wandmalerei und Stuck. Sie wurde mehrmals restauriert. Die runden Ecktürme und die Uhr im Barockstil beherrscht das Außenbild des Bahnhofs schon von Weitem. Sämtliche Fenster der Bahnhofshalle gestaltete Otto Linnemann aus Frankfurt am Main. Die Einweihung erfolgte am 19. August 1908. Am ersten Tag seiner Eröffnung erlitt der Bahnhof einen Brand und wurde erst am 4. November 1909 nach einer Restaurierung wiedereröffnet.
Während des Ersten Weltkrieges gab es ein ausgedehntes deutsches Lager, das sich vom Bahnhofsgebäude an der Küste bis ins Landesinnere erstreckte, wo militärisches Gerät darauf wartete, nach Osten transportiert zu werden. Durch die Engstellen der Bahnlinie im Taurusgebirge kam es jedoch immer wieder zu Verzögerungen und zum Rückstau. Am 6. September 1917 kam es zu einer gewaltigen Explosion, die hunderte osmanischer, deutscher und österreichischer Truppen und auch Zivilisten tötete.

„Auch ein stattlicher, sicherer Hafen ist seit 1900 hier erstanden, wie die Bahn ein ursprünglich deutsches Unternehmen. Mächtige Bahnanlagen gruppieren sich um diesen Hafen mit einer ganzen Reihe einst stattlicher Gebäude: Speicher, Schuppen, Reparaturwerkstätten, vor allem der im Vergleich zu den dort üblichen Privathäusern himmelhohe Bahnhof. Heute ist fast all' dies ein großes Trümmerfeld. Schon von weitem sieht man auf der etwa halbstündigen Dampferfahrt von Konstantinopel herüber die rauchgeschwärzten Mauern des großenteils ausgebrannten Bahnhofs und die teilweise stehengebliebenen Eisengerüste der Speicher und Schuppen. Ein entsetzlich trauriges Abbild des rücksichtslos alle Werte zerstörenden Krieges. Wenige Wochen vor unserer Durchfahrt hatte, wohl kaum von ungefähr, sondern zweifellos von Ententefreunden bestellt, Munition sich entzündet, Explosion folgte auf Explosion, ganze Eisenbahnwagen wurden weit ins Meer hinausgeschleudert, fast alle Vorräte für den geplanten Bagdad-Feldzug, auch das ganze Sanitätsdepot, waren in wenigen Stunden vernichtet. ‚Der Zweck heiligt die Mittel‘ heißt es bekanntlich im Krieg. Der Zweck wurde erreicht: das Bagdad-Unternehmen mußte aufgegeben werden.“

Zahlen wurden aber nie veröffentlicht (einige Schätzungen gehen von etwa 1000 aus). Vom Empfangsgebäude blieb nur der Rohbau, auch alle Nebengebäude wurden schwer beschädigt und waren für den Rest des Krieges praktisch außer Betrieb. Das Ereignis wurde in der lokalen Presse zensiert und hatte schwerwiegende Auswirkungen auf die Nachschubversorgung der unter Druck stehenden osmanischen Truppen, die gegen die Briten und arabischen Hilfstruppen im Nahen Osten kämpfen.
Unklar war der Grund der Explosion. Der deutsche Obergeneralarzt in Palästina Werner Steuber, der 48 Stunden zuvor im „Paschazug“ nach Osten abgereist war, schreibt in seinen später veröffentlichten Tagebuchaufzeichnungen: „Wen die Schuld an dieser folgenschweren Katastrophe trifft, hat sich nicht feststellen lassen; angeblich soll leichtfertiges Umgehen mit Munition den Anlass gegeben haben.“ Sabotage wurde von Anfang an vermutet, aber niemand übernahm die Verantwortung. Doch im Juni 1934 veröffentlichte Blackwood’s Magazine einen Artikel mit dem Titel „Eine Bogen mit zwei Saiten“, der den Vorfall auf eine geheime Operation zurückführte, die von einem freiwilligen Agenten des Secret Intelligence Service (SIS) durchgeführt wurde. 1918 wurde das Gelände zweimal von den Briten aus der Luft bombardiert, um die Zerstörung zu verstärken.

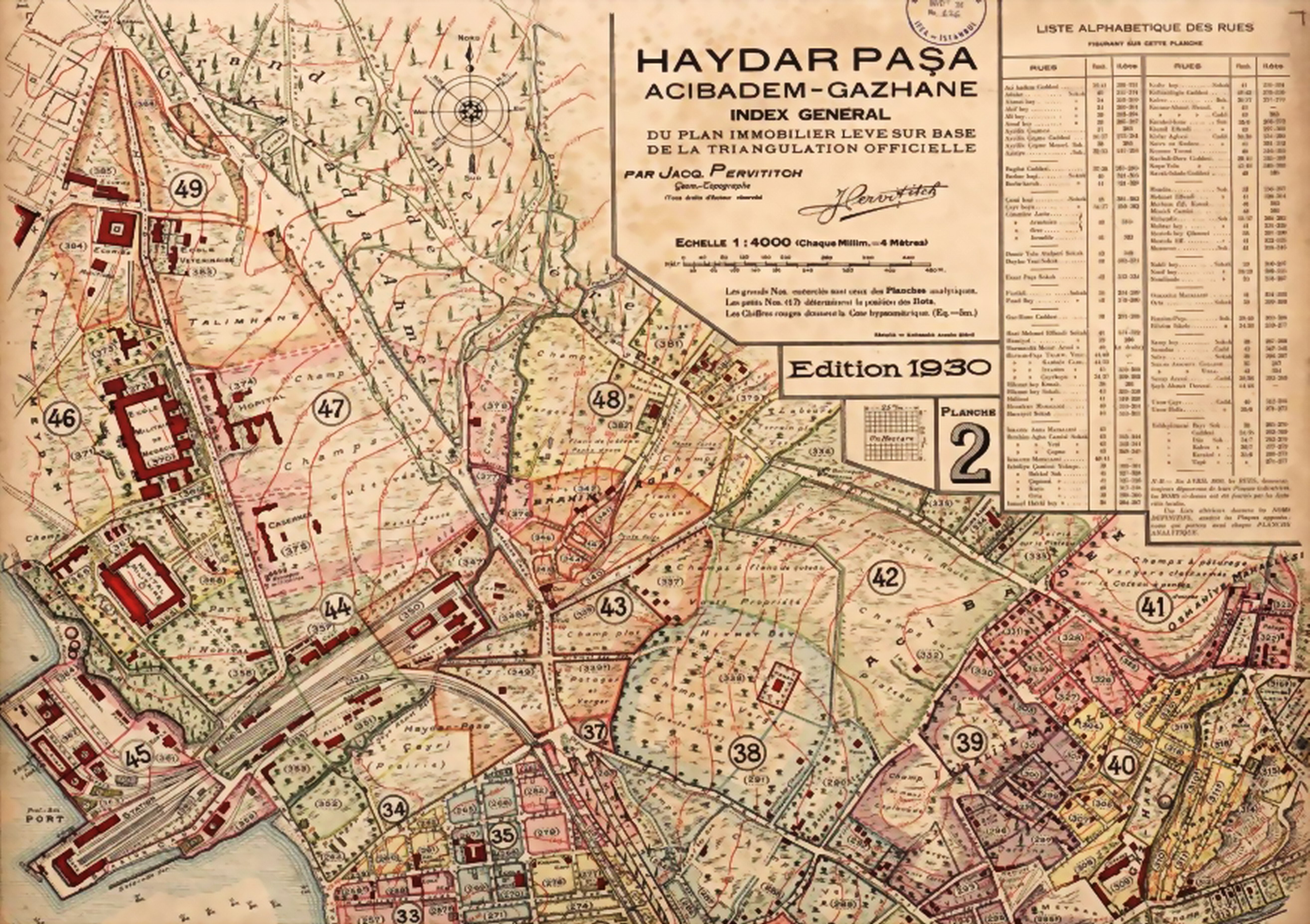
Karte des Haydarpaşa Distrikts mit dem Kopfbahnhof, 1930

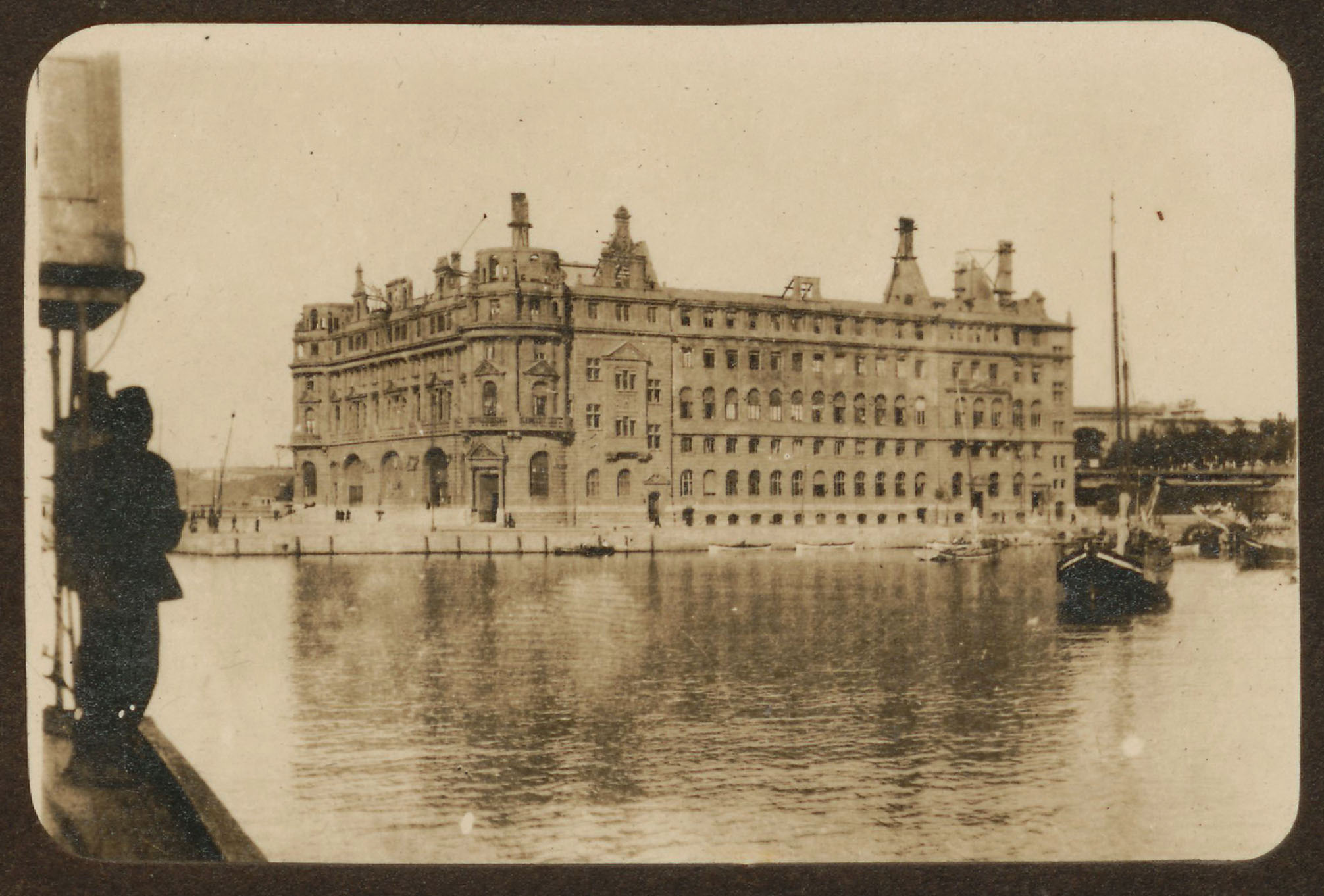
Bahnhofsgebäude im ruinösen Zustand (1920er Jahre)

Seit 1930 war der Bahnhof auch Ausgangspunkt des Taurus-Express. Außerdem diente er als Endpunkt der östlichen Linie der S-Bahn Istanbul. Zum zehnten Jahrestag der Gründung der Türkischen Republik (1933) wurde der Bahnhof in seinen ursprünglichen Zustand umgebaut und 1976 ebenfalls umfassend restauriert. Das Gebäude diente danach nicht mehr als Eisenbahnterminal, sondern wurde Mittelpunkt einer lang andauernden Kontroverse über seine weitere Entwicklung.
Am 28. November 2010 kam es bei Reparaturarbeiten zu einem Brand, der das Dach und die vierte Etage des Bahnhofsgebäudes zerstörte. Das Dach wurde anschließend nur notdürftig repariert. Nach einer Gesetzesänderung des „Schutzgesetzes zum Erhalt von Kultur und Natur“ 2011 durfte die staatliche Eisenbahngesellschaft der Türkei (Türkiye Cumhuriyeti DevletDemiryolları / TCDD) die Gebäude verkaufen und übertrug sie an die Stadt Istanbul. Für Haydarpaşa war geplant, das Bahnhofsgebäude um Anbauten zu erweitern, teilweise zu privatisieren und als „Kultur- und Kommerzzentrum“ zu betreiben, aber auch eine teilweise Umwandlung in ein Hotel tauchte in den Diskussionen immer wieder auf.

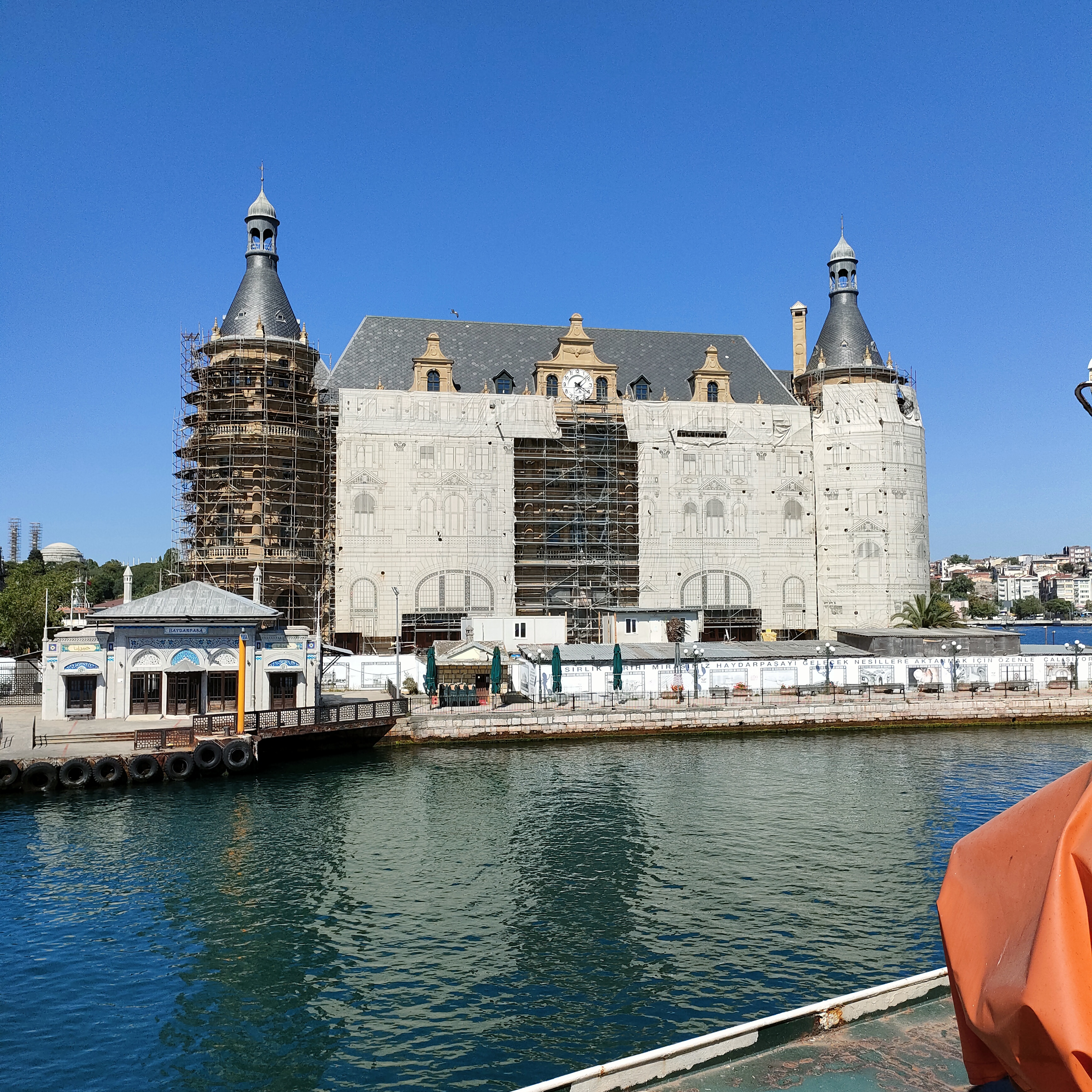
Eingerüstetes Bahnhofsgebäude während der Restaurierungsarbeiten, Juli 2023

Anfang Februar 2012 wurde der Fernverkehr zum Bahnhof Haydarpaşa eingestellt. Im Zusammenhang mit dem Marmaray-Projekt, einer Untertunnelung des Bosporus, verlor der Bahnhof ab 2014 auch seine Funktion als Endpunkt der auf der Anatolischen Eisenbahn verkehrenden S-Bahn in die östlichen Vororte Istanbuls. Die Funktion des Bahnhofs im Fernverkehr hat im Wesentlichen der Bahnhof Istanbul Söğütlüçeşme übernommen, der etwas südöstlich liegt.
„Im Rahmen der 2016 begonnenen Restaurierungsarbeiten wurden der Dachboden und die Wartehalle, die stark beschädigt waren, fertiggestellt. Die Arbeiten an den Außenfassaden und Nebengebäuden des Bahnhofsgebäudes wurden fortgesetzt. Wie der Transport- und Verkehrsminister [im Sommer 2013] bei einem Besuch des Bahnhofs erklärte, wolle man die Restauration im nächsten Jahr beenden und den Bahnhof wiedereröffnen.“

## Planungen
Die Zukunft des Empfangsgebäudes war lange ungewiss, die Gleisanlagen wurden zum Abstellen von Schadfahrzeugen genutzt. Die Planung war zunächst, dass in einem Teil ein Museum, in einem anderen Teil ein Hotel sowie ein Einkaufszentrum eingebaut werden sollten.
Im Frühjahr 2018 wurde diese Planung aufgegeben. Bis zum Herbst 2019 sollte der Bahnhof für den Reiseverkehr wieder hergerichtet werden. Sowohl die Züge des Hochgeschwindigkeitsverkehrs als auch andere Fernzüge und auch wieder die S-Bahn sollen den Bahnhof anfahren. Dies wurde bislang allerdings noch nicht umgesetzt.
Seit dem Jahre 2005 kämpfen eine Bürgerbewegung („Haydarpaşa Solidarity“) mit Mahnwachen und Protesten, zusammen mit politischen Gruppierungen, Historikern und der Metropolen-Sektion der türkischen Architektenkammer dafür, „dass der Gebrauchswert, das kulturelle und soziale Gedächtnis und die industriellen Funktionen des Bahnhofs Haydarpaşa nicht beeinträchtigt werden und dass der Bahnhof nicht zugunsten der städtischen Mietpolitik zerstört wird.“ Das Motto der Versammlung am den 9. Juli 2023 lautete: „Unser Kampf für den Bahnhof Haydarpaşa wird weitergehen“ und in der Presseerklärung hieß es: „Wir setzen unseren Kampf für das Recht auf die Stadt entschlossen fort, um den Bahnhof und den Hafen von Haydarpaşa, die nach der Einstellung des Zugverkehrs auf dem Gelände der Projekte Marmaray und YHT außer Betrieb genommen wurden, wieder in die Gesellschaft und das städtische Leben zu integrieren. Vom ersten Tag an haben wir gegen die Änderung der Funktion des Bahnhofsgebäudes gekämpft. Denn Haydarpaşa ist nicht nur ein Wahrzeichen von Istanbul und Kadıköy, sondern auch ein öffentlicher Raum, der allen gehört, ein Verkehrsknotenpunkt, der für weite Teile der Gesellschaft zugänglich ist, und ein Lebensraum, der uns allen die Möglichkeit bietet, die Möglichkeiten der Stadt zu erleben.“

## Wissenswert

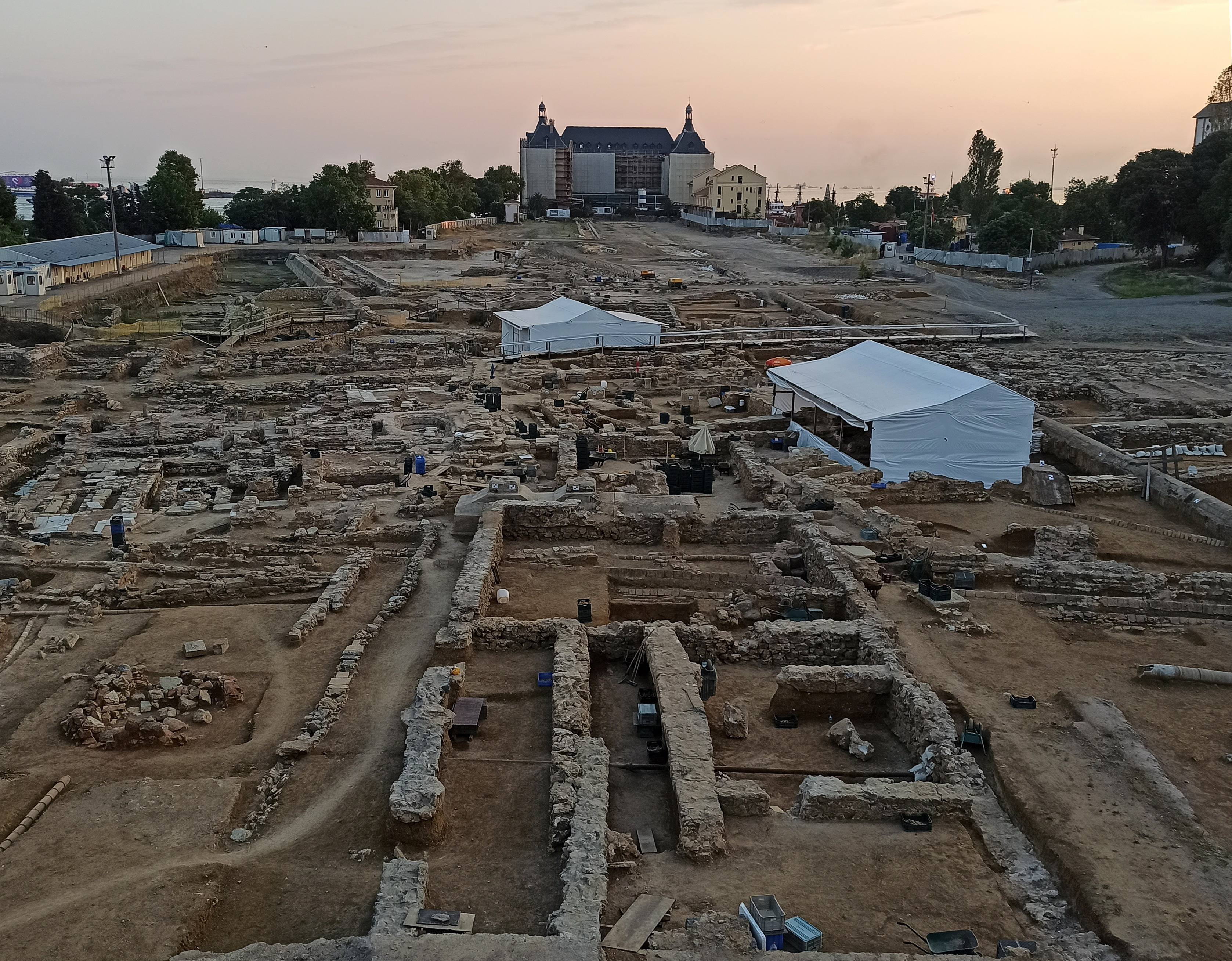
Das Ausgrabungsgelände hinter dem Bahnhof im Juni 2022

Vor dem Bahnhof steht die Dampflokomotive 20 der Ottoman Railway Company als Denkmallokomotive.
Nordöstlich des U-förmigen Bahnhofsgebäudes entstand ab 2018 nach Rückbau der Gleisanlagen und der Bahnsteige eine archäologische Grabungsstätte. Bis 2021 wurden dort nach Meinung der Archäologen Überreste einer byzantinischen Küstenstadt, antike Massengräber, ein Mausoleum und ein Bunker aus dem Zweiten Weltkrieg gefunden. „Die Gesamtfläche des Haydarpaşa-Geländes beträgt 4,75 Hektar. Das Ministerium will nur 75.000 Quadratmeter für Aktivitäten im Zusammenhang mit der Eisenbahn nutzen, während der Rest für eine archäologische Stätte, einen archäologischen Park und ein Museum für Industriekultur vorgesehen ist.“
Der Hauptbahnhof Istanbuls für die europäische Seite des Eisenbahnverkehrs ist der Bahnhof Sirkeci.